# Vesta-Nähmaschinen-Werke

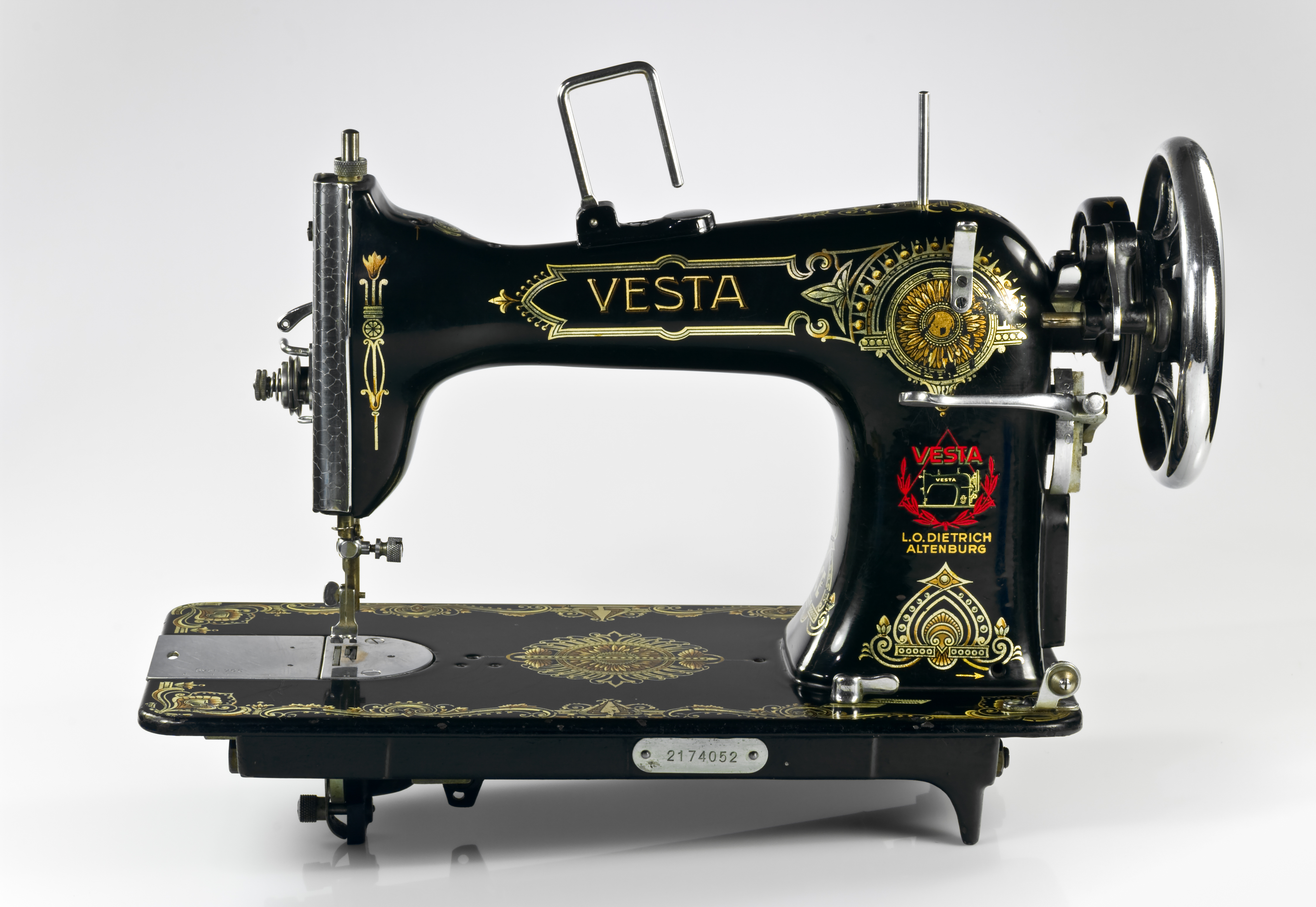
Vesta-Nähmaschine

Die Vesta-Nähmaschinen-Werke waren eine Offene Handelsgesellschaft zur Herstellung von Nähmaschinen, die von Leopold Oskar Dietrich 1875 in Altenburg (Thüringen) gegründet wurde.

## Geschichte

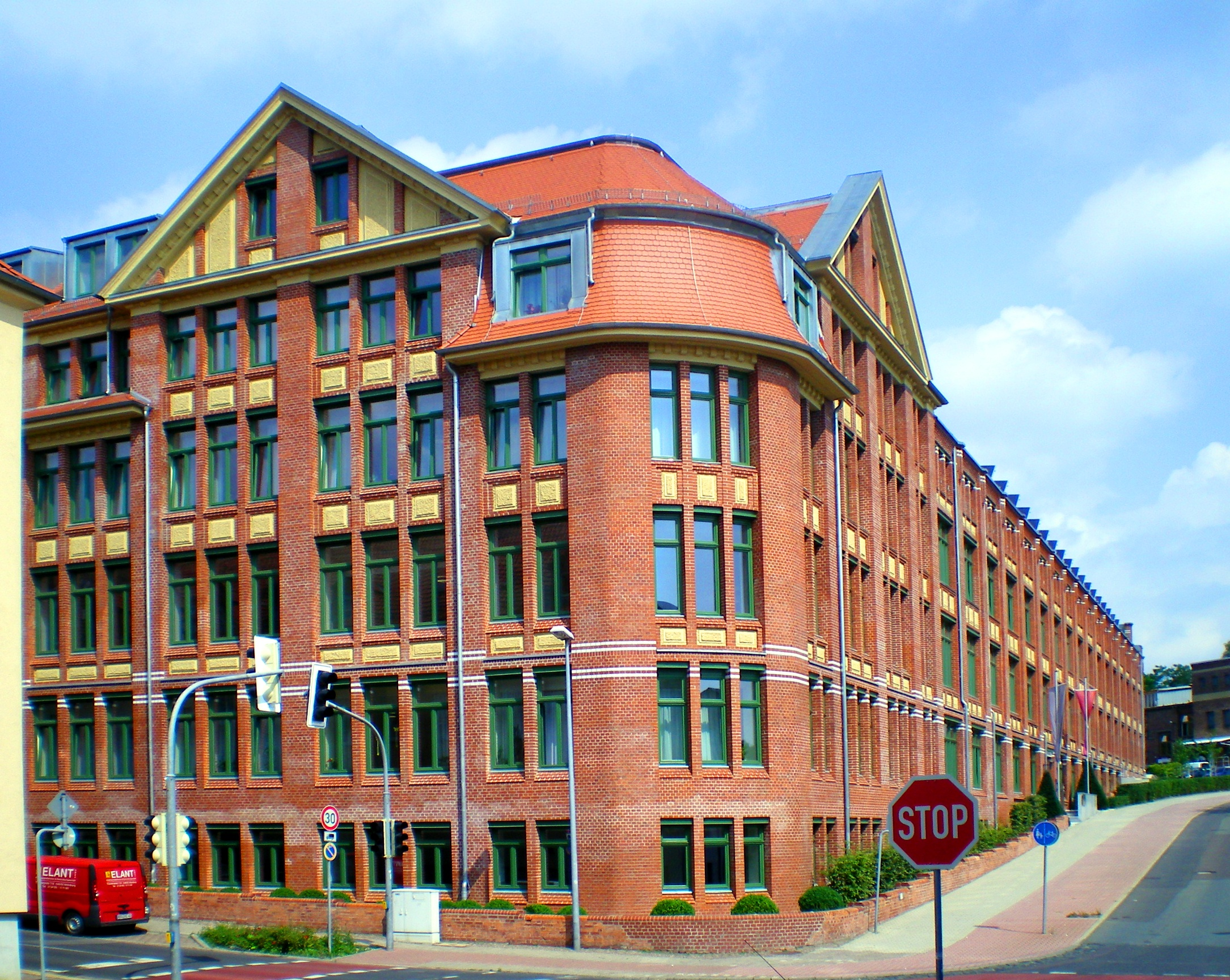
Nähmaschinenfabrik von L. O. Dietrich

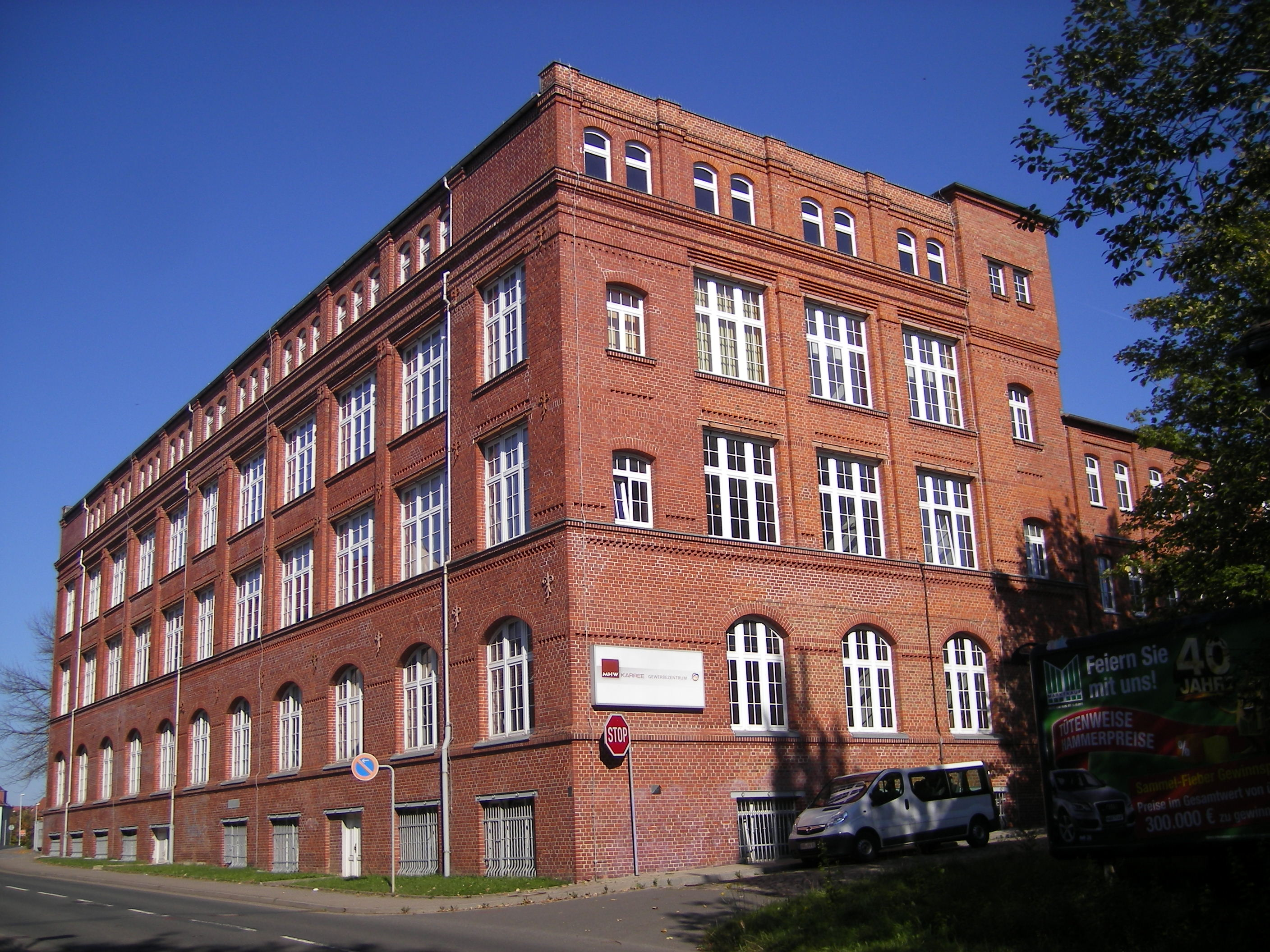
Nähmaschinenfabrik von Gustav Winselmann

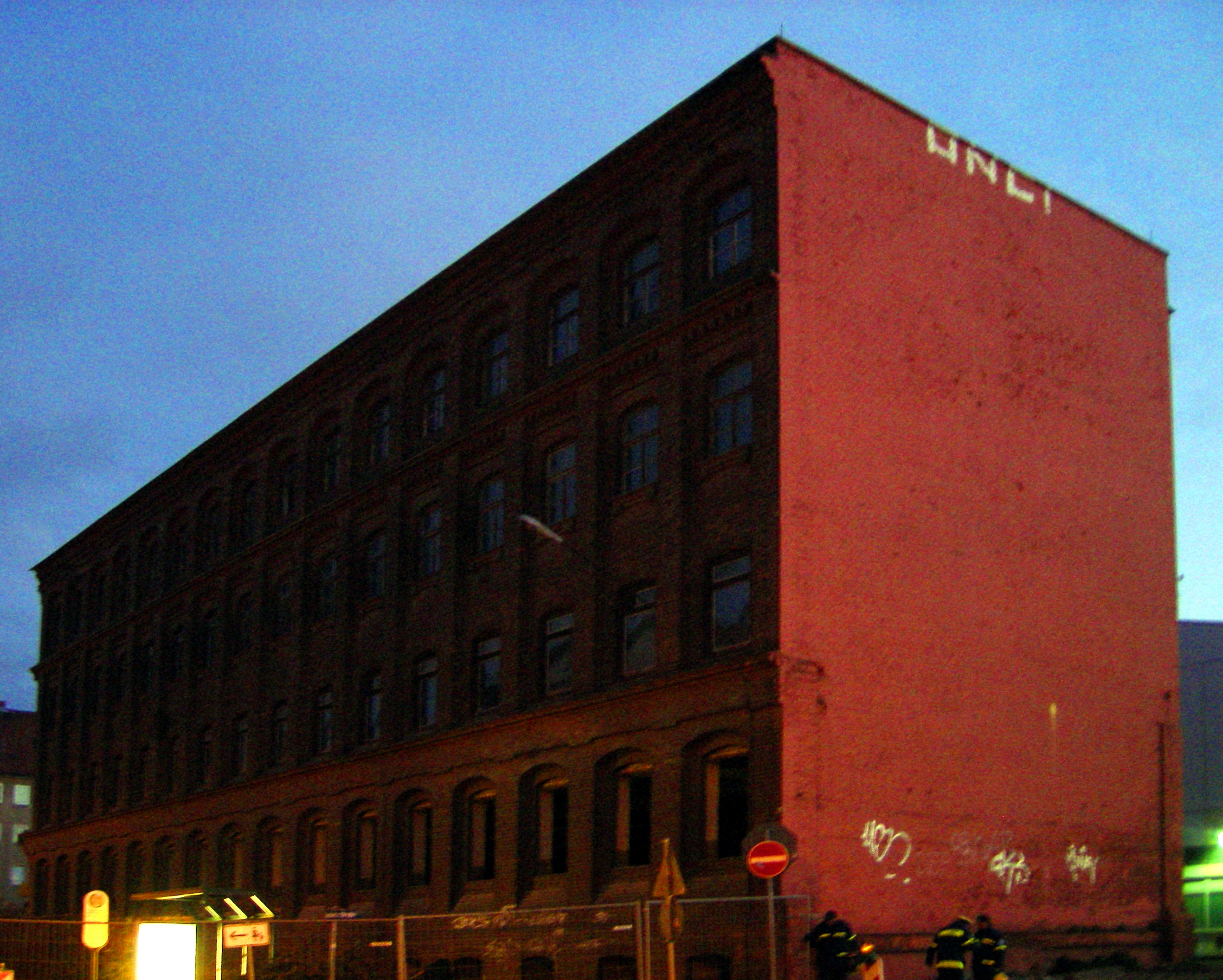
Nähmaschinenfabrik von Hermann Köhler kurz vor dem Abriss im Oktober 2011

Am 1. Juli des Jahres 1871 gründeten die drei Schlossergesellen Leopold Oskar Dietrich, Hermann Köhler und Gustav Winselmann in Altenburg eine Werkstatt zur Produktion von Nähmaschinen unter dem Namen Dietrich & Co. Am 6. Januar 1872 wurde die erste Nähmaschine unter dem Namen Allemannia fertiggestellt, Ende desselben Jahres waren es schon 300 Stück.
1873, zwei Jahre nach Gründung der Werkstatt, trat Dietrich aus und eröffnete in der Sporenstraße einen Nähmaschinenhandel mit Verleih. Die Firma wurde in Köhler und Winselmann umbenannt und zog 1877 in größere Räumlichkeiten um.
Im Jahr 1891 verselbständigte sich auch Winselmann, der sich 1892 eine eigene Fabrik aufbaute und seit 1902 als Gustav Winselmann GmbH firmierte, in der die Titan produziert wurde. Das Unternehmen wurde in den Jahren 1900, 1914 und 1925/26 vergrößert, bis 1927 233 Personen beschäftigt wurden. Nach dem Zweiten Weltkrieg wurde die Firma von Winselmann geschlossen, und es zog erst ein Nahrungsmittelhersteller ein, danach in der Mitte der 1950er Jahre das Baukombinat Leipzig.
Die Hermann Köhler AG erweiterte sich in den Jahren 1897/98 und stellte Nähmaschinen unter dem Namen Köhler her. Im Jahr 1922 wurde eine Tischlerei in Pößneck gekauft, 1923 dann eine Eisengießerei in Zeulenroda angegliedert. 1927 betrug die Zahl der Mitarbeiter 800 Personen.
L. O. Dietrich gründete 1875 die Vesta-Nähmaschinen-Werke und verlagerte die Produktion 1880 in den ein Jahr zuvor begonnenen Neubau. Erweiterungen wurden 1908 und 1912/13 errichtet. Im Jahr 1927 wurden 1252 Personen beschäftigt. Die Firma wurde nach dem Ende des Zweiten Weltkrieges verstaatlicht und 1948 in den seit 1947 bestehenden VEB Nähmaschinenwerke Altenburg (Nähmaschinenfabrik Köhler) eingegliedert.

## Standorte
Die 1871 eingerichtete Werkstatt der drei Schlosser befand sich in der Meuschkeschen Bürstenfabrik. Köhler und Winselmann zogen 1877 in die Kotteritzerstraße (heutige Käthe-Kollwitz-Straße) um, wo gegenüber dem alten Werk 1897/98 ein neues errichtet wurde, welches 2011 weggerissen wurde.
Der Standort der Gustav Winselmann GmbH war seit 1892 die Zwickauer Straße, in einer 1880 errichteten ehemaligen Hutfabrik. Heute befindet sich darin das vom Landkreis Altenburger Land finanzierte Gewerbezentrum, das MHW Karree.
L. O. Dietrich zog 1875 in die Wilhelmstraße (heutige Dostojewskistraße). Fünf Jahre später wurde die Produktion in die Ziegelstraße (heutige Franz-Mehring-Straße/Ecke Friedrich-Ebert-Straße) verlegt. Das Areal beherbergt den Gewerbepark Alte Fabrik, in der sich unter anderem die Gumpert Sportwagenmanufaktur befand.

## Absatz
Der Produktionsausstoß im Jahr 1872 betrug 400, 1900 waren es 111.900.
Bis ca. 1940 waren bereits über 2 Mio. Vesta-Nähmaschinen produziert. Die Produktionsmöglichkeit betrug zu dem Zeitpunkt circa 500 Nähmaschinen täglich. Das Werk verfügte über eine eigene Eisengießerei, eine Möbeltischlerei und eigene Kraftanlage mit 1700 PS. Es hatte dabei eine Fläche von 135.000 m².